# Polica, Grosuplje
Polica este o localitate din comuna Grosuplje, Slovenia, cu o populație de 522 de locuitori.